# (5236) Yoko
(5236) Yoko es un asteroide perteneciente al cinturón de asteroides, descubierto el 10 de octubre de 1990 por Yoshikane Mizuno y el también astrónomo Toshimasa Furuta desde el Kani Observatory, Kani, Japón.

## Designación y nombre
Designado provisionalmente como 1990 TG3. Fue nombrado Yoko en homenaje a "Yoko Furuta" esposa del astrónomo Toshimasa Furuta.

## Características orbitales
Yoko está situado a una distancia media del Sol de 2,330 ua, pudiendo alejarse hasta 2,586 ua y acercarse hasta 2,074 ua. Su excentricidad es 0,109 y la inclinación orbital 7,401 grados. Emplea 1299 días en completar una órbita alrededor del Sol.

## Características físicas
La magnitud absoluta de Yoko es 13,2. Tiene 8,263 km de diámetro y su albedo se estima en 0,151.